# Realeza (Paraná)
Realeza é um município brasileiro do estado do Paraná. 

## História
O nome no começo era "Realeza do Pinho", dado pelos pioneiros em 20 de setembro de 1960 por haver abundância da espécie arbórea Araucaria angustifolia. A fundação de Realeza se deu em 24 de junho de 1961 e a instalação deram-se em 12 de novembro de 1963. Após a criação do Município, no dia 24 de junho de 1963, a cidade passou a chamar-se apenas Realeza.

## Geografia
Localiza-se a uma latitude 25º46'01" Sul e a uma longitude 53º31'37" Oeste, estando a uma altitude de 520 metros. Possui uma área de 354,0 km², área esta que é banhada ao norte pelo Rio Iguaçu. 

## Demografia
Sua população, conforme estimativas do IBGE de 2020, era de 16 950 habitantes e o seu IDH é 0,722 (considerada alta), além do índice Gini de 0,43 (moderado) segundo o PNUD.

## Economia
Com PIB na ordem de R$ 602.689,47 (x1000) e PIB per capita de R$ 35.674,76, segundo o IBGE de 2018, Realeza desponta no cenário nacional sendo destaque nas diversas áreas como educação, saúde e assistência social. Conta com recentes fatos, que se tornaram históricos, como a conquista da Universidade Federal da Fronteira Sul, Centro de Pesquisa da Embrapa, Centro de Eventos, Lago Municipal, entre outros. Também se destaca por estar em um ponto estratégico da região Sudoeste. 

### Turismo
- Bosque Municipal;
- Lago Municipal;
- Gruta Nossa Senhora de Lourdes;

## Infraestrutura

### Educação
- Universidade Federal da Fronteira Sul (UFFS) - Campus de Realeza.

### Transporte
- Aeroporto de Realeza
- Terminal Rodoviário de Realeza, um dos mais movimentados da região.

### Comunicações
- DDD: 46
- CEP: 85770-000

## Religião
A primeira Missa realizada em Realeza aconteceu no dia 17 de setembro de 1961, celebrada pelo Padre Arthur Vangeel, da Paróquia Nossa Senhora da Glória de Francisco Beltrão. O altar foi improvisado na carroceria de um caminhão, de propriedade de Lotário Rippel.
Atualmente a cidade possui algumas igrejas além da Igreja Matriz Cristo Rei.

## Administração
A primeira administração municipal teve como Prefeito e seu vice, João Maria Correa e Rubem Cesar Caselani, respectivamente. Os primeiros nove vereadores que formaram a Câmara Municipal foram: Nelson Zucchi, Nilton Brognoli Machado, João Bonatti, Sirval Manfroi, Pedro Zanatta, Vergínio Lotici, João Bandinelli, Waldomiro Leite Chalito e João Schlickmann.
O atual prefeito é Paulo Cezar Casaril do Cidadania, na gestão 2021/2024.

## Símbolos do município

### Escudo, hino e bandeira
Em 1968 a Câmara de Vereadores aprovou e o Prefeito Municipal sancionou a lei nº 116/68, que consta em seu artigo primeiro a aprovação do Escudo, Hino e Bandeira do município.
A bandeira compõe-se de dois retângulos verdes intercalados por um retângulo branco, o qual contém o Escudo do Município no centro. O Escudo tem no centro um pinheiro, representando a maior riqueza natural do município, de um lado do Escudo dois ramos, um de milho outro de soja, representando as riquezas vegetais, e também um suíno ao lado do pinheiro, representando a riqueza agropecuária, do outro lado uma engrenagem, representando as indústrias do município, ao fundo o sol, que é símbolo americano. E como timbre tem o escudo uma coroa simbolizando a Rainha do Sudoeste do Paraná.